# Quercus oblongata
Quercus oblongata D.Don – gatunek roślin z rodziny bukowatych (Fagaceae Dumort.). Występuje naturalnie w północnych częściach Pakistanu i Indii, w Nepalu, północnych częściach Mjanmy i Tajlandii oraz w Wietnamie.

## Morfologia

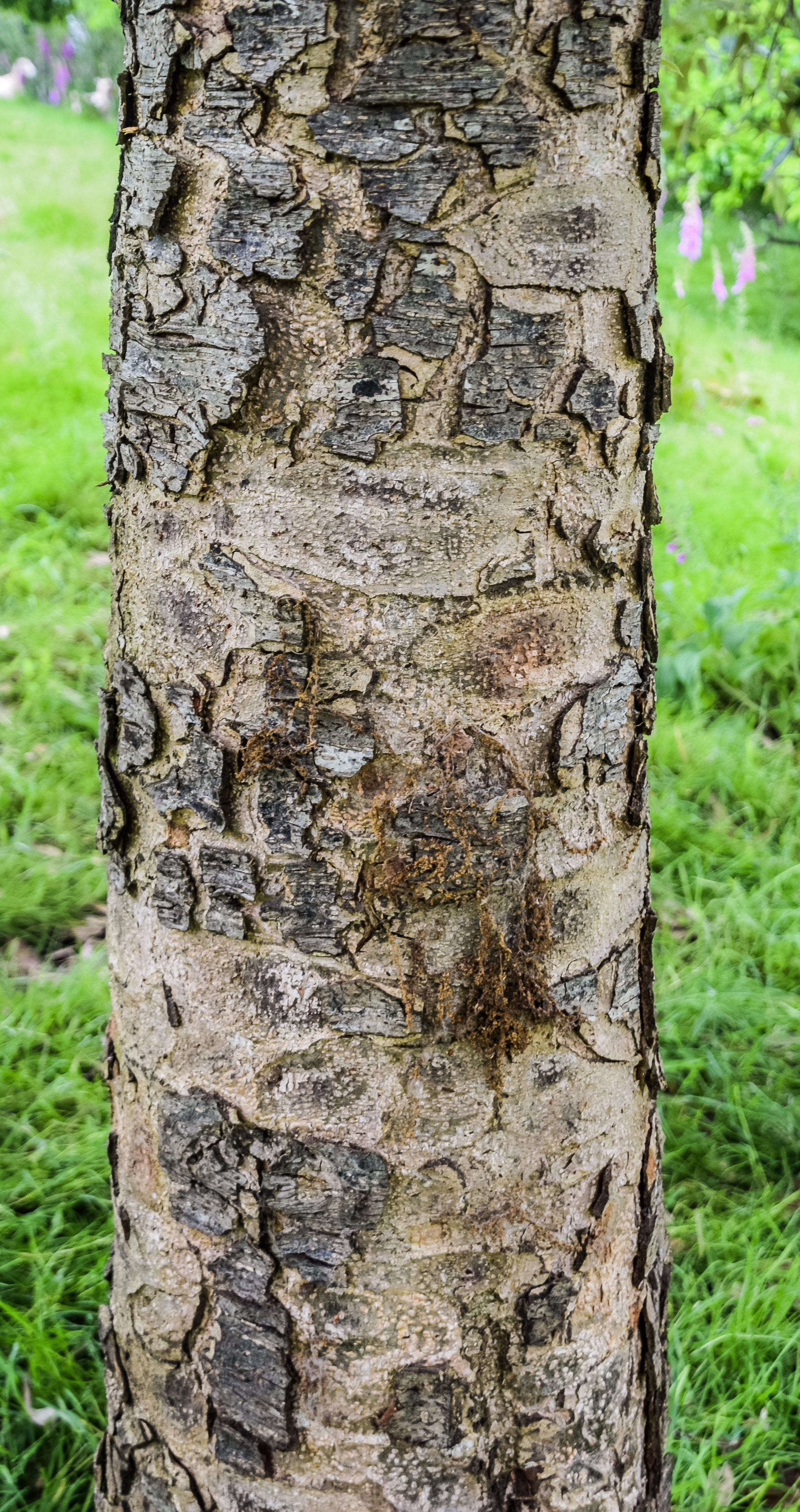
Kora

PokrójZimozielone drzewo dorastające do 25 m, a według innych źródeł 7–30 m wysokości. Korona drzewa jest wąska.
LiścieBlaszka liściowa jest skórzasta, ma eliptyczny kształt i matowozieloną barwę. Mierzy 6–16 cm długości, jest ostro ząbkowana na brzegu. Młode liście są omszone od spodu. Nerwy są proste.
KwiatySą rozdzielnopłciowe, zebrane w kotki. Kotki męskie są wełniste.
OwoceOrzechy zwane żołędziami o jajowatym kształcie, dorastają do 1,5 cm długości. Osadzone są w miseczkach z nakładającymi się na siebie łuskami.
Gatunki podobneRoślina często mylona jest z gatunkiem Q. lanata, którego blaszka liściowa jest mniejsza i bardziej okrągła, a młode liście są bardziej żółtawe. Oba gatunki są często opisywane pod tą samą nazwą przez kilku autorów, ponieważ różnice są minimalne. W miejscach, gdzie dzielą siedliska mogą tworzyć mieszańce.

## Biologia i ekologia
Występuje na wysokości od 1200 do 2400 m n.p.m. Kwitnie od kwietnia do maja. Dobrze rośnie na glebach wapiennych. Charakteryzuje się wolnym tempem wzrostu – dwuletnia sadzonka mierzy 25–30 cm wysokości. Preferuje stanowiska w pełnym nasłonecznieniu lub półcieniu. Występuje w 7. strefie mrozoodporności – toleruje spadki temperatur do -12°C.

## Ochrona
Gatunek ten rośnie między innymi w Park Narodowy Wielkich Himalajów w północnych Indiach. Rośnie powszechnie w lasach w dolinie rzeki Tirthan.